# Geografia de Igrejinha

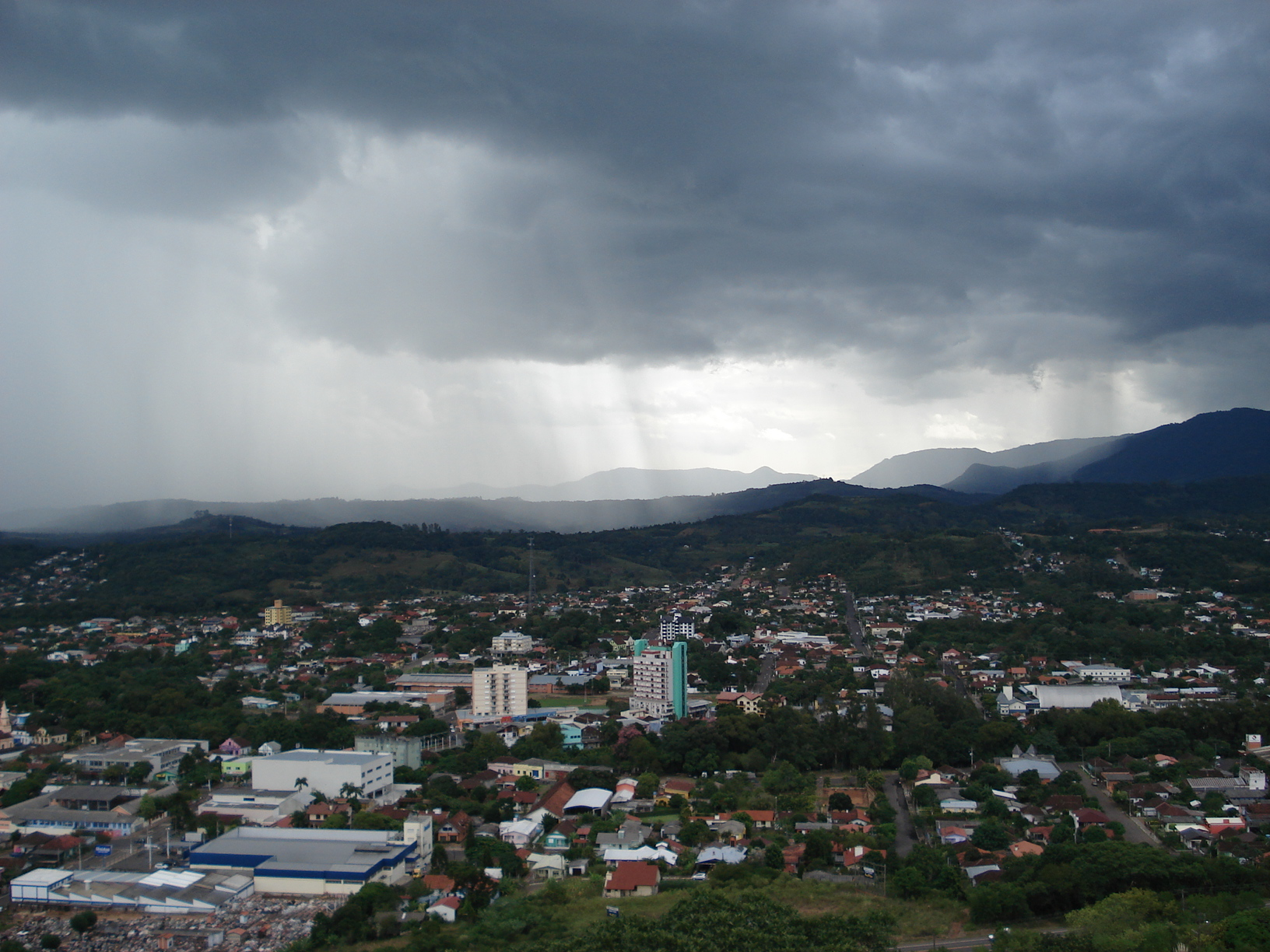
Vista de Igrejinha em um dia chuvoso

A Geografia de Igrejinha é bastante variada, apesar de ser um município relativamente pequeno conta com um relevo bastante acentuado e uma vegetação variada. A área do município é de 136,82 km², representando 0,0509% do território Gaúcho, 0,0243% da área da Região Sul do Brasil e 0,0016% de todo o território brasileiro. Está a 82 km de Porto Alegre, por via asfáltica, e 66,34 km em linha reta. Localizada na encosta inferior do nordeste, no Rio Grande do Sul, faz divisa com Três Coroas (ao norte), Taquara (a sudeste), Parobé (ao sul), Nova Hartz (a sudoeste) e Santa Maria do Herval (a oeste). Tem como principal atividade econômica a produção de calçados.

## Clima
A hidrografia abundante, a baixa altitude, e a proximidade das montanhas provocam uma elevada umidade relativa do ar, originando o desconforto climático em diversas épocas do ano. Devido às barreiras formadas pelas montanhas do vale, os ventos dominantes sofrem um pequeno desvio, soprando na direção nordeste.
O município de Igrejinha pertence a zona climática designada pela letra C, no limite dos tipos climáticos Cfa e Cfb, segundo a classificação do clima de Köppen. Tais tipos climáticos se caracterizam por serem um clima subtropical úmido quente (Cfa) e clima subtropical úmido temperado (Cfb). A temperatura média é de 20°C, sendo a mínima já registrada de - 0,6 °C e a máxima de 40,4 °C. A pluviosidade média de tal clima é de 2.000 mm/ano, sendo julho o mês mais chuvoso, com 157,2 mm, e abril o mais seco, com 97,2 mm.
| Dados climatológicos para Igrejinha | Dados climatológicos para Igrejinha | Dados climatológicos para Igrejinha | Dados climatológicos para Igrejinha | Dados climatológicos para Igrejinha | Dados climatológicos para Igrejinha | Dados climatológicos para Igrejinha | Dados climatológicos para Igrejinha | Dados climatológicos para Igrejinha | Dados climatológicos para Igrejinha | Dados climatológicos para Igrejinha | Dados climatológicos para Igrejinha | Dados climatológicos para Igrejinha | Dados climatológicos para Igrejinha |
| Mês                                 | Jan                                 | Fev                                 | Mar                                 | Abr                                 | Mai                                 | Jun                                 | Jul                                 | Ago                                 | Set                                 | Out                                 | Nov                                 | Dez                                 | Ano                                 |
| ----------------------------------- | ----------------------------------- | ----------------------------------- | ----------------------------------- | ----------------------------------- | ----------------------------------- | ----------------------------------- | ----------------------------------- | ----------------------------------- | ----------------------------------- | ----------------------------------- | ----------------------------------- | ----------------------------------- | ----------------------------------- |
| Temperatura máxima média (°C)       | 28,7                                | 28,1                                | 26,6                                | 23,7                                | 21,1                                | 19,4                                | 19,4                                | 20,4                                | 21,6                                | 23,7                                | 26                                  | 26,6                                | 23,8                                |
| Temperatura média (°C)              | 24,2                                | 23,7                                | 22,2                                | 19,2                                | 16,7                                | 15                                  | 14,9                                | 15,9                                | 17,3                                | 19,2                                | 21,3                                | 21,9                                | 19,3                                |
| Temperatura mínima média (°C)       | 19,7                                | 19,4                                | 17,9                                | 14,8                                | 12,3                                | 10,6                                | 10,4                                | 11,4                                | 13                                  | 14,8                                | 16,6                                | 17,3                                | 14,8                                |
| Precipitação (mm)                   | 136                                 | 129                                 | 128                                 | 118                                 | 112                                 | 138                                 | 124                                 | 129                                 | 150                                 | 134                                 | 108                                 | 120                                 | 1 526                               |
| Fonte: Climate-Data.org             |                                     |                                     |                                     |                                     |                                     |                                     |                                     |                                     |                                     |                                     |                                     |                                     |                                     |

As estações do ano são bem distintas: o verão na cidade é muito quente, sendo que as montanhas que formam o vale impedem uma maior circulação de ar; já o outono é frio, com a ocorrência de queda das folhas da vegetação caducifólia. O inverno é muito frio, com temperaturas negativas nas partes mais altas do município, com ocorrência de geada, nevoeiro e ocasionalmente neve. Na localidade de Serra Grande, ponto mais alto do município, quase que anualmente ocorre precipitação de neve. A primavera é o início da floração. A partir do mês de outubro o calor começa novamente, com a proximidade do verão.

## Hidrografia

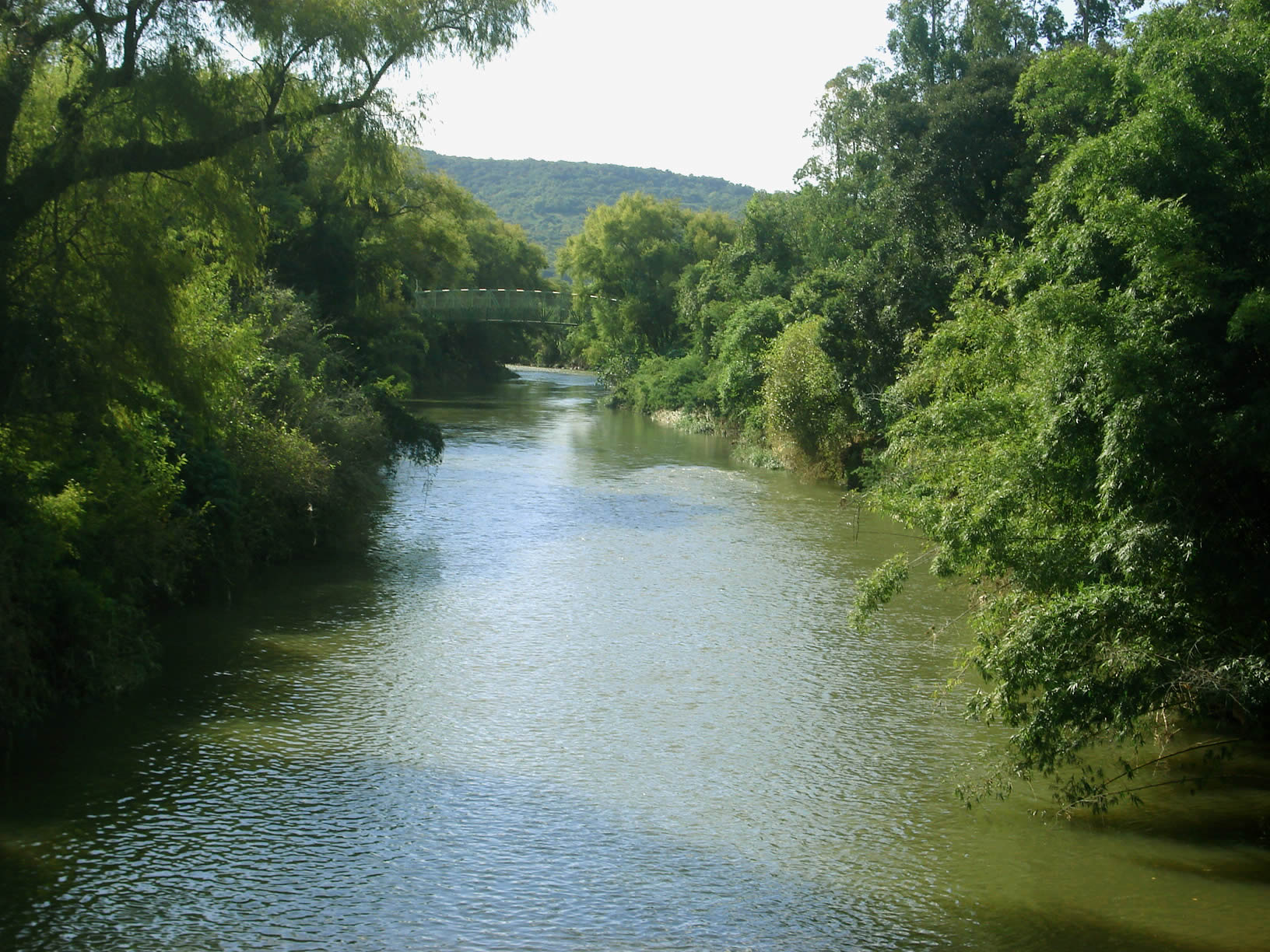
Vista do rio Paranhana em Igrejinha

O município é cortado pelo rio Paranhana, pertencente a bacia do Rio dos Sinos, e por vários riachos e nascentes. Igrejinha possui diversas cascatas, localizadas na zona rural. Muitas destas cascatas são atrativos turísticos, como a Cascata de Solitária e a Cascata dos Italianos. A cidade também conta com diversos lagos artificiais e açudes, utilizados para a irrigação das lavouras e como locais para pesca.
O Paranhana tem nascente na Serra da Canastra na divisa dos municípios de Canela e de São Francisco de Paula. Totalizando 80,6 quilômetros de extensão, banha outros municípios do vale como Três Coroas, Taquara e Parobé. O Paranhana é um afluente do rio dos Sinos, o qual deságua no delta do Jacuí, seguindo pelo lago Guaíba, lagoa dos Patos e daí para o oceano Atlântico. Sua confluência com o Rio dos Sinos se localiza na divisa entre os municípios de Parobé e Taquara no Balneário João Martins Nunes. Suas águas correm no sentido de norte para sul. Os afluentes da margem esquerda do Rio Paranhana em Igrejinha são os arroios Kao
pf, Ludovico, Koetz e Além. Na margem direita são afluentes os arroios Ceroula, Canto dos Renck, Voluntária, Nicolau, Solitária e Sanga Funda.
Existem ainda, cursos d'água contribuintes de outras bacias hidrográficas como o Arroio Cadeia, que tem nascente em Serra Grande e é o principal afluente do rio Cadeia de Santa Maria do Herval, e o Arroio Vicki, que nasce na localidade de Linha Caloni e deságua no rio da Ilha em Taquara.

## Geologia

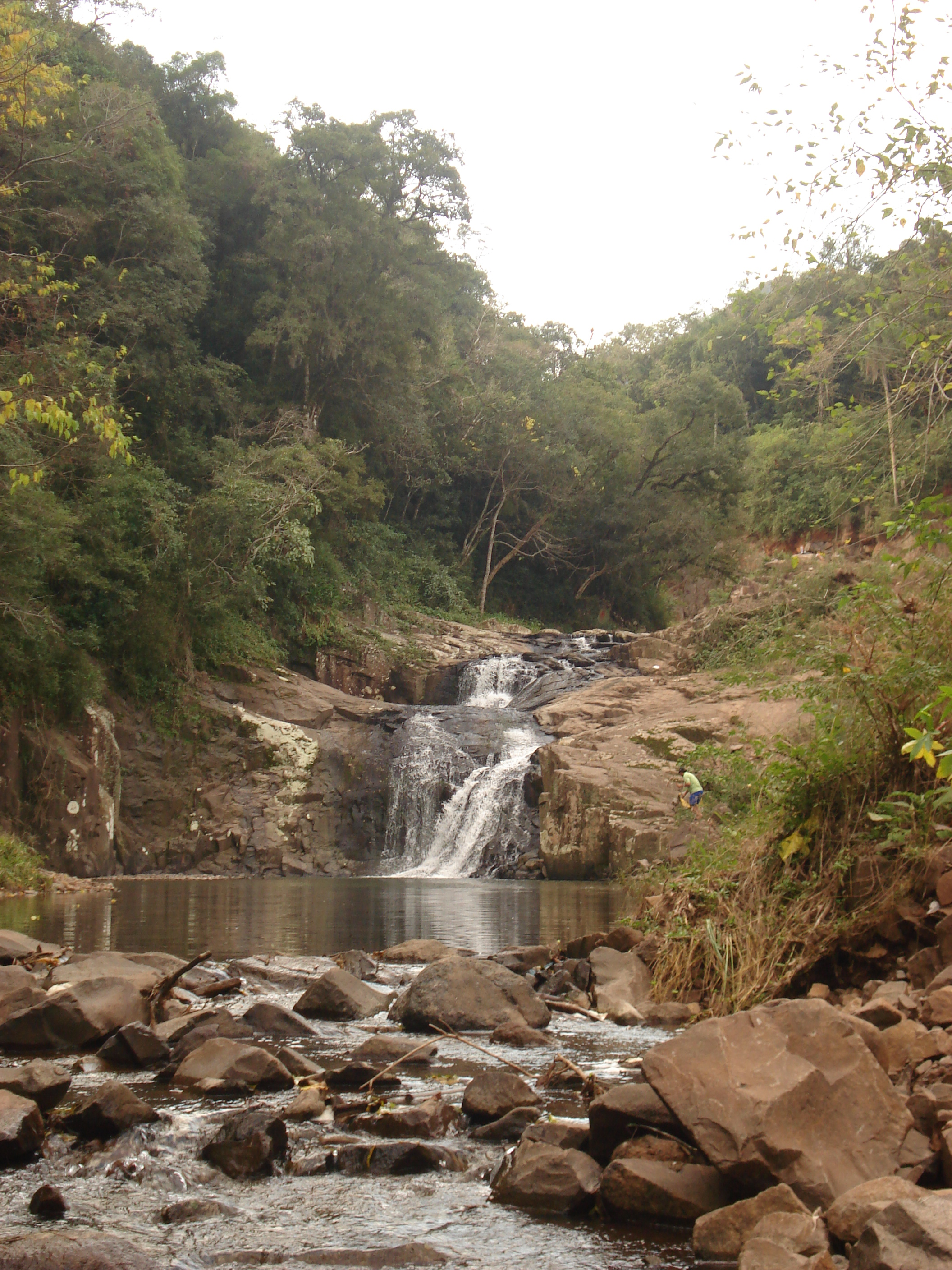
Cascata de Solitária em Igrejinha

A região do Vale do Paranhana se caracteriza pela presença das seguintes unidades geológicas: Formação Botucatu (rochas sedimentares areníticas, de coloração rosa-claro), Formação Serra Geral (constituída por basalto) e depósitos atuais (materiais carregados e depositados pela rede hidrográfica).

## Relevo
Igrejinha está localizada na chamada Encosta Inferior do Nordeste do Rio Grande do Sul, mais precisamente no Vale do Rio Paranhana. A área urbana do município situa-se em baixa altitude, com, em média, 18 metros acima do nível do mar. O relevo é acidentado a oeste e a leste, e praticamente plano a sul e a norte, na faixa do vale do rio Paranhana. A área urbana está localizada nesta planície, às margens do rio,tendo sua parte mais baixa localizada na divisa com o município de Taquara, às margens do Paranhana. A zona rural do município está localizada a leste e a oeste, onde encontramos um relevo bastante acidentado, tendo seu ponto mais alto a 773 metros de altitude no Morro dos Alpes em Serra Grande. Deste ponto têm-se uma vista panorâmica da Região Metropolitana de Porto Alegre e de parte do Litoral Norte gaúcho, sendo possível observar-se cidades como Novo Hamburgo, Porto Alegre, Canoas, Gravataí, Santo Antônio da Patrulha, e inclusive o Oceano Atlântico.
A cidade é cercada por morros, sendo os mais conhecidos o Morro Alto da Pedra (morro do voo livre), o Monte da Fé (Morro da Cruz), Morro dos Alpes, Morro da Ceroula, Morro do Lajeadinho, Morro dos Bugres e o Morro Mico. Este relevo acidentado oferece a Igrejinha diversas quedas d'águas que acabaram se tornando pontos turísticos da região. Estas formações montanhosas pertencem à Serra Geral.

## Vegetação
A vegetação típica da cidade é a mata atlântica, e em sua parte mais elevada encontramos a vegetação típica das regiões serranas do Sul, as florestas de araucárias. Na beira do rio Paranhana e dos arroios há uma arborização bastante densa, servindo de mata ciliar. Encontramos também algumas áreas alagadiças nas partes mais baixas da cidade. Um fato curioso é que em Igrejinha está crescendo a área coberta por vegetação. Este fato é causado pelo êxodo rural que vêm ocorrendo há algumas décadas, sendo que nas áreas de plantio abandonadas a vegetação nativa voltou a crescer.
Esta vegetação abriga uma variada fauna composta principalmente por bugio, capivara, gambá, mão-pelada, preá, tatu, furão, camundongo, ratão do banhado, lagarto, cobra-coral, jararaca, rã, sapo, jabuti, bem-te-vi, sabiá, joão-de-barro, garça, saracura e quero-quero.